# Castejón de Henares
Castejón de Henares település Spanyolországban, Guadalajara tartományban. Castejón de Henares Almadrones, Argecilla, Matillas, Villaseca de Henares és Mandayona községekkel határos. Lakosainak száma 59 fő (2024).

## Népesség
A település népessége az utóbbi években az alábbiak szerint változott:
| Lakosok száma | 106  | 106  | 103  | 102  | 92   | 77   | 67   | 65   | 61   | 59   |
|               | 2001 | 2004 | 2006 | 2009 | 2011 | 2014 | 2016 | 2019 | 2021 | 2024 |